# Nombre 240
El nombre 240 (CCXL'') és el nombre natural que segueix el nombre 239 i precedeix el nombre 241.
La seva representació binària és 11110000, la representació octal 360 i l'hexadecimal F0.
La seva factorització en nombres primers és 24 × 3 × 5 = 240.

## Nombres del 241 al 249
| Nombre | Nombre romà | Sistema binari | Sistema hexadecimal | Més informació que destaca del nombre |
| 241    | CCXLI       | 11110001       | F1                  | |
| 242    | CCXLII      | 11110010       | F2                  | |
| 243    | CCXLIII     | 11110011       | F3                  | 3⁵ = 243 La suma de cinc nombres primers consecutius (41 + 43 + 47 + 53 + 59) |
| 244    | CCXLIV      | 11110100       | F4                  | |
| 245    | CCXLV       | 11110101       | F5                  | 5 × 7² = 245 |
| 246    | CCXLVI      | 11110110       | F6                  | |
| 247    | CCXLVII     | 11110111       | F7                  | En algun moment (quan es tracta d'una URL, etc.) pot utilitzar "247" com una alternativa a 24/7, és una abreviatura que significa "les 24 hores del dia, els 7 dies de la setmana" |
| 248    | CCXLVIII    | 11111000       | F8                  | |
| 249    | CCXLIX      | 11111001       | F9                  | |